# Типичные муравьеловковые
Типичные муравьеловковые, или типичные муравьеловки (лат. Thamnophilidae), — крупное семейство птиц из подотряда кричащих воробьиных.
Представители семейства встречаются в субтропических и тропических лесах Центральной и Южной Америки от Мексики до Аргентины. Включает свыше 200 видов, известных как сорокопутовые муравьеловки, короткоклювые и крапивниковые муравьеловки, виреоновые эсперито, огнеглазки, очковые муравьянки и кустовки. Они связаны с семействами муравьеловковых, топаколовых, гусеницеедовых и печниковых. Несмотря на общие названия некоторых видов, это семейство не имеет близких связей с крапивниковыми, виероновыми и сорокопутовыми.
Являются преимущественно небольшими птицами с закруглёнными крыльями и крепкими ногами. Типичные муравьеловковые имеют преимущественно тёмно-серое, белое, коричневое или рыжее оперение. В поведении и окраске оперения выражен половой диморфизм. Представители некоторых видов способны предупреждать соперников, выставляя участки с белыми перьями на спине или плечах. Большинство имеют мощный клюв, который у многих видов изогнут на кончике.
Разделены на 63 рода с 238 видами. Большинство видов живут в лесах, однако некоторые из них встречаются в других местах обитания. Питаются насекомыми и собирают их преимущественно на земле. Длина тела от 8 см до 45 см.

## Список родов
- Akletos Dunajewski, 1948 — 2 вида
- Ammonastes Bravo, Isler & Brumfield, 2013 — 1 вид
- Ampelornis Isler, Bravo & Brumfield, 2013 — 1 вид
- Aprositornis Isler, Bravo & Brumfield, 2013 — 1 вид
- Batara Lesson, 1831 — Батары — 1 вид
- Biatas Cabanis & Heine, 1859 — Биаты — 1 вид
- Cercomacra Sclater, 1858 — Кустарниковые муравьянки — 7 видов
- Cercomacroides Tello et al., 2014 — 6 видов
- Clytoctantes Elliot, 1870 — Толстоклювые муравьеловки — 2 вида
- Cymbilaimus G.R. Gray, 1840 — Полосатые колючники — 2 вида
- Dichrozona Ridgway, 1888 — Желтополосые муравьянки — 1 вид
- Drymophila Swainson, 1824 — Длиннохвостые муравьянки — 11 видов
- Dysithamnus Cabanis, 1847 — Виреоновые эсперито — 8 видов
- Epinecrophylla Isler & Brumfield, 2006 — 8 видов
- Euchrepomis Bravo et al., 2012 — 4 вида
- Formicivora Swainson, 1824 — Короткоклювые муравьеловки — 9 видов
- Frederickena Chubb, 1918 — Хохлатые муравьеловки — 3 вида
- Gymnocichla Sclater, 1858 — Плешивые муравьянки — 1 вид
- Gymnopithys Bonaparte, 1857 — Пёстрые муравьянки — 3 вида
- Hafferia Isler, Bravo & Brumfield, 2013 — 3 вида
- Herpsilochmus Cabanis, 1847 — Черношапочные эсперито — 17 видов
- Hylophylax Ridgway, 1909 — Короткохвостые муравьянки — 3 вида
- Hypocnemis Cabanis, 1847 — Быстрые муравьянки — 8 видов
- Hypocnemoides Bangs & T.E. Penard, 1918 — Ручьевые муравьянки — 2 вида
- Hypoedaleus Cabanis & Heine, 1859 — Пятнистые эсперито — 1 вид
- Isleria Bravo, Chesser & Brumfield, 2012 — 2 вида
- Mackenziaena Chubb, 1918 — Большие муравьеловки — 2 вида
- Megastictus Ridgway, 1909 — Жемчужные эсперито — 1 вид
- Microrhopias Sclater, 1862 — Бархатные эсперито — 1 вид
- Myrmeciza Gray, 1841 — Славковые муравьянки — 1 вид
- Myrmelastes Sclater, 1858 — 8 видов
- Myrmoborus Cabanis & Heine, 1859 — Малые муравьянки — 5 видов
- Myrmoderus Ridgway, 1909 — 5 видов
- Myrmochanes Allen, 1889 — Чёрно-белые муравьянки — 1 вид
- Myrmophylax Todd, 1927 — 1 вид
- Myrmorchilus Ridgway, 1909 — Белогорлые муравьянки — 1 вид
- Myrmornis Hermann, 1783 — Короткохвостые муравьянки — 1 вид
- Myrmotherula Sclater, 1858 — Муравьиные крапивники — 25 видов
- Neoctantes Sclater, 1869 — Чёрные муравьеловки — 1 вид
- Oneillornis Isler, Bravo & Brumfield, 2014 — 2 вида
- Percnostola Cabanis & Heine, 1859 — Муравьиные птицы — 2 вида
- Phaenostictus Ridgway, 1909 — Глазчатые муравьянки — 1 вид
- Phlegopsis Reichenbach, 1850 — Очковые муравьянки — 3 вида
- Pithys Vieillot, 1818 — Аракуры — 2 вида
- Poliocrania Bravo, Isler, ML & Brumfield, 2013 — 1 вид
- Pygiptila Sclater, 1858 — Тонкоклювые муравьеловки — 1 вид
- Pyriglena Cabanis, 1847 — Огнеглазки — 5 видов
- Radinopsyche Whitney et al., 2021 — 1 вид
- Rhegmatorhina Ridgway, 1888 — Гологлазые муравьянки — 5 видов
- Rhopornis Richmond, 1902 — Гевары — 1 вид
- Rhopias Cabanis & Heine, 1859 — 1 вид
- Sakesphoroides Grantsau, 2010 — 1 вид
- Sakesphorus Chubb, 1918 — Малые эсперито — 2 вида
- Sciaphylax Bravo, Isler & Brumfield, 2013 — 2 вида
- Sclateria Oberholser, 1899 — Склатерии — 1 вид
- Sipia Hellmayr, 1924 — 4 вида
- Taraba Lesson, 1831 — Тарабы — 1 вид
- Terenura Cabanis & Heine, 1859 — Теренуры — 2 вида
- Thamnistes Sclater & Salvin, 1860 — Ржавчатые эсперито — 2 вида
- Thamnomanes Cabanis, 1847 — Кустарниковые эсперито — 4 вида
- Thamnophilus Vieillot, 1816 — Сорокопутовые муравьеловки — 30 видов
- Willisornis Agne & Pacheco, 2007 — 2 вида
- Xenornis Chapman, 1924 — Чоко — 1 вид